# The Voice of the Turtle
The Voice of the Turtle (bra Centelha de Amor) é um filme de comédia norte-americano de 1948, dirigido por Irving Rapper, com roteiro de Charles Hoffman baseado na peça teatral The Voice of the Turtle, de John Van Druten.